# Furbo, il signor Volpe
Furbo, il signor Volpe (Fantastic Mr Fox) è un romanzo di Roald Dahl del 1970, da cui nel 2009 è stato tratto il film d'animazione stop-motion Fantastic Mr. Fox.

## Trama
Il volpone Mr. Fox, per mantenere la sua famiglia, ruba polli, oche e tacchini da tre avidi allevatori: Boggins, Bounce e Bean (Olio, Pertica e Lupino nella traduzione Italiana). Gli agricoltori, stanchi dei continui furti, decidono di attendere il calar della notte per sbarazzarsene appena esce dalla sua tana. Ignaro della trappola, Mr. Fox viene crivellato di fucilate, riuscendo a salvarsi ma perdendo la sua preziosa coda.
Determinati ad uccidere l'odiata volpe, i tre agricoltori si servono di pale e vanghe per farsi strada nella tana delle volpi. Tuttavia Mr. Fox, la moglie e i loro quattro figli fuggono scavando buche più strette in profondità. I tre agricoltori si procurano dei bulldozer per scavare più in profondità, ma senza alcun successo. Boggins, Bounce e Bean decidono allora di sorvegliare armatissimi la buca del tunnel delle volpi con tutti i loro uomini a disposizione, con l'idea che prima o poi Mr. Fox sarebbe uscito per cercare cibo.
Dopo tre giorni di carestia, Mr. Fox escogita un piano: lui e i suoi figli scavano una galleria che arriva nell'allevamento di Boggins dall'interno, così rubano diversi polli senza lasciare tracce del loro passaggio. Nello stesso momento, rubano di nascosto le oche e le anatre di Bounce e infine derubano l'orto, i tacchini e la cisterna segreta di sidro di mele di Bean. Lungo la strada del ritorno, i Fox incontrano Badger il tasso e gli altri animali della valle, che morivano di fame per via degli uomini di pattuglia dei tre agricoltori. Le volpi li invitano ad unirsi a loro e così costruiscono insieme una città sotterranea, mantenendosi rubando di tanto in tanto i prodotti degli agricoltori proprio sotto il loro naso.

Il libro finisce con i tre agricoltori che stanno ancora attendendo inutilmente che Fox esca dalla buca. I bambini del paese, per sbeffeggiare i tre illusi agricoltori, iniziano a canzonarli con una filastrocca.

## Edizioni
- Roald Dahl, Furbo, il signor Volpe, traduzione di Paola Forti, collana Gl'Istrici, Salani.